# San Pedro de Culucan
San Pedro de Culucan es un caserío peruano ubicado en el distrito de Ayabaca, perteneciente a la provincia homónima del departamento de Piura, al norte del Perú. 

## Ubicación
San Pedro de Culucan se ubica al norte de la provincia de Ayabaca, en el distrito de Ayabaca, en el departamento de Piura.

## Demografía
En 2017 San Pedro de Culucan tenía una población de 81 habitantes.
| Gráfica de evolución demográfica de San Pedro de Culucan entre 1993 y 2017 |
|                                                                            |
| Fuentes: Población 1993 y 2017                                             |